# پادتن (فیلم)
«پادتن» (انگلیسی: Antibody (film)) فیلمی در ژانر علمی–تخیلی و مهیج است.